# Секст Тедий Валерий Катулл
Секст Те́дий Вале́рий Кату́лл (лат. Sextus Teidius Valerius Catullus; умер после 31 года, Рим, Римская империя) — политический деятель эпохи ранней Римской империи, занимавший с мая по июнь 31 года должность консула-суффекта.

## Биография

### Происхождение и политическая карьера
Согласно гипотезе британского исследователя Олли Саломиса, при рождении будущий магистрат носил имя Луций Валерий Катулл и мог приходиться родным сыном монетному триумвиру около 4 года до н. э. с тем же именем, но в своё время был усыновлён по завещанию неким Секстом Тедием, приходившимся сыном либо внуком современнику Марка Туллия Цицерона, сенатору Сексту Тедию, который 18 января 52 года до н. э. предоставил свои носилки для доставки тела убитого Клодия в Рим.
Сохранившиеся сведения о гражданско-политической деятельности Секста Тедия Катулла ограничиваются только лишь тем фактом, что с 8 мая по 30 июня 31 года он занимал должность консула-суффекта совместно с Фавстом Корнелием Суллой Лукуллом.

### Семья и потомки
По одной из версий, консул-суффект 31 года в браке с Теренцией, дочерью Гнея, Гиспуллой имел, по крайней мере, одного сына, имя которого в качестве понтифика встречается в надписи, обнаруженной в Ланувие, и упомянутого Светонием Валерия Катулла, «юноши из консульского рода», состоявшим в любовной связи с императором Калигулой.